# Lleonci (emperador)
Lleonci (nom original: Λεόντιος, Leontios), o simplement Lleó fou emperador romà d'Orient del 695 al 698. Era natural d'Isàuria. La manera despòtica de governar de Justinià II va portar a una sublevació popular que, amb el suport de part de l'exèrcit, va instaurar Lleonci al tron romà d'Orient. L'atac àrab als territoris africans de l'imperi va desencadenar la seva deposició tres anys després, ja que els soldats enviats a Àfrica van preferir nomenar un nou emperador abans que acceptar la responsabilitat de la derrota.

## Carrera militar
Va seguir la carrera militar i apareix per primer cop en les fonts històriques com a comandant de les tropes del tema d'Anatòlia sota Constantí IV. El 686 Justinià II el va nomenar cap de l'exèrcit contra els àrabs a Geòrgia i Armènia, i va lliurar combats fins a Aghuània, i els seus èxits van forçar el tractat de pau entre l'Imperi Romà d'Orient i el califat, amb certes concessions a l'imperi.
Llavors fou nomenat comandant de les forces enviades contra els maronites; va fer matar el cap maronita Joan i va obligar els maronites a obeir, i a deu mil els va fer sortir de les muntanyes per establir-los a Tràcia i Armènia; fins llavors els maronites havien estat una barrera a l'expansió àrab a la zona i la seva eliminació va permetre als àrabs disposar de bases sòlides al Taure i Antitaure per envair l'Àsia Menor. Quan es va renovar la guerra amb els àrabs el 692, Lleonci fou derrotat en la batalla de Sebastòpolis, quan un important contingent eslau va desertar, i a la tornada a Constantinoble, l'emperador furiós per la pèrdua de l'exèrcit, el va fer empresonar. Tot i així era molt popular entre el poble, l'emperador no es va arriscar a un judici públic i el va tenir tancat sense judici durant tres anys i al final el va deixar anar amb la condició d'anar-se'n de la capital, però podia assolir la comandància militar a Grècia (695).

## Ascens al poder
Aquests fets van coincidir amb els primers símptomes de rebel·lió, i en un moment de fúria Justinià II va ordenar als soldats sortir al carrer i matar tot aquell qui trobessin; abans que els soldats sortissin a executar l'ordre, alguns oficials van fer conèixer la notícia i el poble es va revoltar. Just quan Lleonci pujava a una galera per marxar a prendre possessió del seu càrrec, va esclatar la revolta, i una massa de gent feble, probablement dirigida per amics de Lleonci, es va adreçar a ell per suplicar que els salvés de la fúria imperial. Lleonci es va posar sense dubtar al costat del poble i va cridar: A Santa Sofia!. Els homes es van armar (o ja hi estaven) i el van seguir. La basílica fou rodejada i en poques hores la revolució va triomfar i Lleonci fou proclamat emperador. Justinià fou portat davant d'ell encadenat; el poble demanava el seu cap però Lleonci recordant l'amabilitat del pare de Justinià, li va perdonar la vida i el va desterrar a Querson a Crimea, si bé li va fer tallar el nas (695).

## Revoltes a Ravenna i Venècia
El primer any de govern fou de pau excepte una sagnant revolta a Ravenna. El 697 els venecians que depenien del govern d'Ístria, havien assolit un bon nivell de riquesa i estaven cansats de les revolucions i contrarevolucions a Constantinoble, i es van erigir en entitat autònoma escollint a Pau Lluc Anafest (conegut per Paoloccio) com a dux, sembla que amb l'acord del governador romà d'Orient, ja que les relacions entre Venècia i l'Imperi Romà d'Orient van romandre bones en els següents anys.

## Els dominis africans
El mateix 697 els àrabs van envair per cinquena vegada l'Àfrica i van conquerir Cartago, que després van perdre però que van reconquerir el 698.
Per recuperar els dominis africans, Lleonci va enviar el governador, el patrici Joan, un exèrcit de reforç, que va aconseguir forçar l'entrada del port però finalment fou rebutjat i Cartago va quedar destruïda i va desaparèixer com a ciutat. Joan es va embarcar cap a Constantinoble per aconseguir un exèrcit i tornar a provar la reconquesta. Un dels seus caps militars, Absimar, va convèncer els soldats que la derrota havia estat causada pel seu cap Joan i els soldats es van revoltar quan van arribar a Creta.

## Deposició
Joan fou assassinat pels amotinats i Absimar proclamat emperador. La flota va seguir cap a Constantinoble en estat de rebel·lió; Abismar va subornar els guàrdies del port i va entrar a la ciutat sense resistència; Lleonci fou fet presoner, i Absimar va ordenar de tallar-li el nas i tancar-lo al monestir de Psamathion, a Constantinoble.
Absimar es va coronar amb el nom de Tiberi III (o Tiberi III Absimar). Quan Justinià II va recuperar el poder el 705, va fer executar tant a Lleonci com a Tiberi.